# Паркленд (Вісконсин)
Паркленд (англ. Parkland) — місто (англ. town) в США, в окрузі Дуглас штату Вісконсин. Населення — 1231 особа (2020).

## Демографія
Згідно з переписом 2010 року, у місті мешкало 1220 осіб у 500 домогосподарствах у складі 355 родин. Було 542 помешкання
Расовий склад населення:
| - 96,6 % — білих - 0,7 % — корінних американців - 0,5 % — азіатів - 0,2 % — чорних або афроамериканців |

До двох чи більше рас належало 2,0 %. Частка іспаномовних становила 1,0 % від усіх жителів.
За віковим діапазоном населення розподілялося таким чином: 21,3 % — особи молодші 18 років, 65,5 % — особи у віці 18—64 років, 13,2 % — особи у віці 65 років та старші. Медіана віку мешканця становила 44,1 року. На 100 осіб жіночої статі у місті припадало 106,8 чоловіків;  на 100 жінок у віці від 18 років та старших — 105,6 чоловіків також старших 18 років.
Середній дохід на одне домашнє господарство  становив 74 291 долар США (медіана — 57 404), а середній дохід на одну сім'ю — 84 225 доларів (медіана — 70 000). Медіана доходів становила 52 250 доларів для чоловіків та 34 688 доларів для жінок. За межею бідності перебувало 6,8 % осіб, у тому числі 13,7 % дітей у віці до 18 років та 3,6 % осіб у віці 65 років та старших.
Цивільне працевлаштоване населення становило 701 особа. Основні галузі зайнятості: освіта, охорона здоров'я та соціальна допомога — 28,0 %, транспорт — 13,3 %, роздрібна торгівля — 12,0 %.